# 대전삼성초등학교
대전삼성초등학교는 대한민국 대전광역시 동구 삼성동에 위치한 공립 초등학교이다.

## 학교 연혁
- 1911년 9월 1일 회덕공립보통학교(4년제) 개교[1][2]
- 1914년 4월 1일 대전공립보통학교 개칭(행정구역 개편)
- 1921년 4월 1일 6년제 개편
- 1924년 4월 1일 대전제1공립보통학교 개칭(제2공립보통학교[3] 분리)
- 1938년 4월 1일 대전영정공립심상소학교 개칭[4][5]
- 1941년 4월 1일 대전영정공립국민학교 개칭[6]
- 1949년 12월 31일 대전삼성국민학교로 개칭[7]
- 1991년 12월 30일 구 교사 철거 및 본관 교사 개축 완료
- 1992년 1월 11일 후동교사 한밭교육박물관으로 이관
- 1996년 3월 1일 대전삼성초등학교로 개칭[8]
- 1996년 6월 1일 병설유치원 개원
- 2001년 9월 1일 '꿈과 사랑'의 타임캡슐 봉인식(2021년 개봉)
- 2006년 9월 1일 '꿈과 사랑'의 타임캡슐 봉인식(2026년 개봉)
- 2011년 9월 1일 개교 100주년 기념행사
- 2012년 9월 1일 '꿈과 사랑'의 타임캡슐 봉인식(2031년 개봉)
- 2021년 8월 15일 '꿈과 사랑'의 타임캡슐 개봉식
- 2022년 3월 1일 다목적체육관 삼성누리관 개관
- 2024년 2월 8일 제110회 졸업장 수여식(31,897명 졸업)
- 2024년 3월 1일 11학급 편성(특수학급 3학급 포함)
- 2025년 2월 12일 제111회 졸업장 수여식(31,922명)
- 2025년 3월 1일 12학급 편성(특수학급 2학급 포함)

## 문화재 지정
2층 규모의 붉은 벽돌 치장쌓기한 건물로, 일제가 1911년 8월 ‘조선교육령’을 발표한 뒤 대전에 처음 생긴 초등학교이다. 경부선 철도 부설공사로 인해 일본인의 이주가 많아 일본인 아동을 교육하는 소학교의 필요성에 의해 건립되었다. 당시 유리를 많이 사용하던 추세에 맞춰 전·후면을 비롯한 양 측면에 유리창을 많이 넣었고, 현관은 충남도청처럼 귀빈 승용차가 현관 입구에 차를 세울 수 있도록 하였다. 입면에는 원형창을 설치, 내부 채광을 도입함과 동시에 주변의 직사각형 수직창과 대조를 이루게함으로써 미적인 측면을 배려한 것으로 보인다. 2002년 8월 23일 대전광역시의 문화재자료 제50호로 지정되었다.

## 학교 상징
- 교화 - 장미 : 강한 성취감과 아름다운 품성을 의미한다.
- 교목 - 은행나무 : 밝은 마음과 바른 행동, 굳은 의지력 그리고 본교의 유구한 역사와 발전을 의미한다.

## 참고 자료
- 대전삼성초등학교 - 한국교육학술정보원 학교알리미